# Ceratosolen corneri
Ceratosolen corneri är en stekelart som beskrevs av Wiebes 1963. Ceratosolen corneri ingår i släktet Ceratosolen och familjen fikonsteklar. Inga underarter finns listade i Catalogue of Life.